# Джессіка Чейс
Джессіка Чейс (англ. Jessica Chase, 11 липня 1978) — канадська синхронна плавчиня.
Призерка Олімпійських Ігор 2000 року, учасниця 2004 року.
Призерка Чемпіонату світу з водних видів спорту 2001 року.
Переможниця Панамериканських ігор 1999 року.